# Рулевой винт

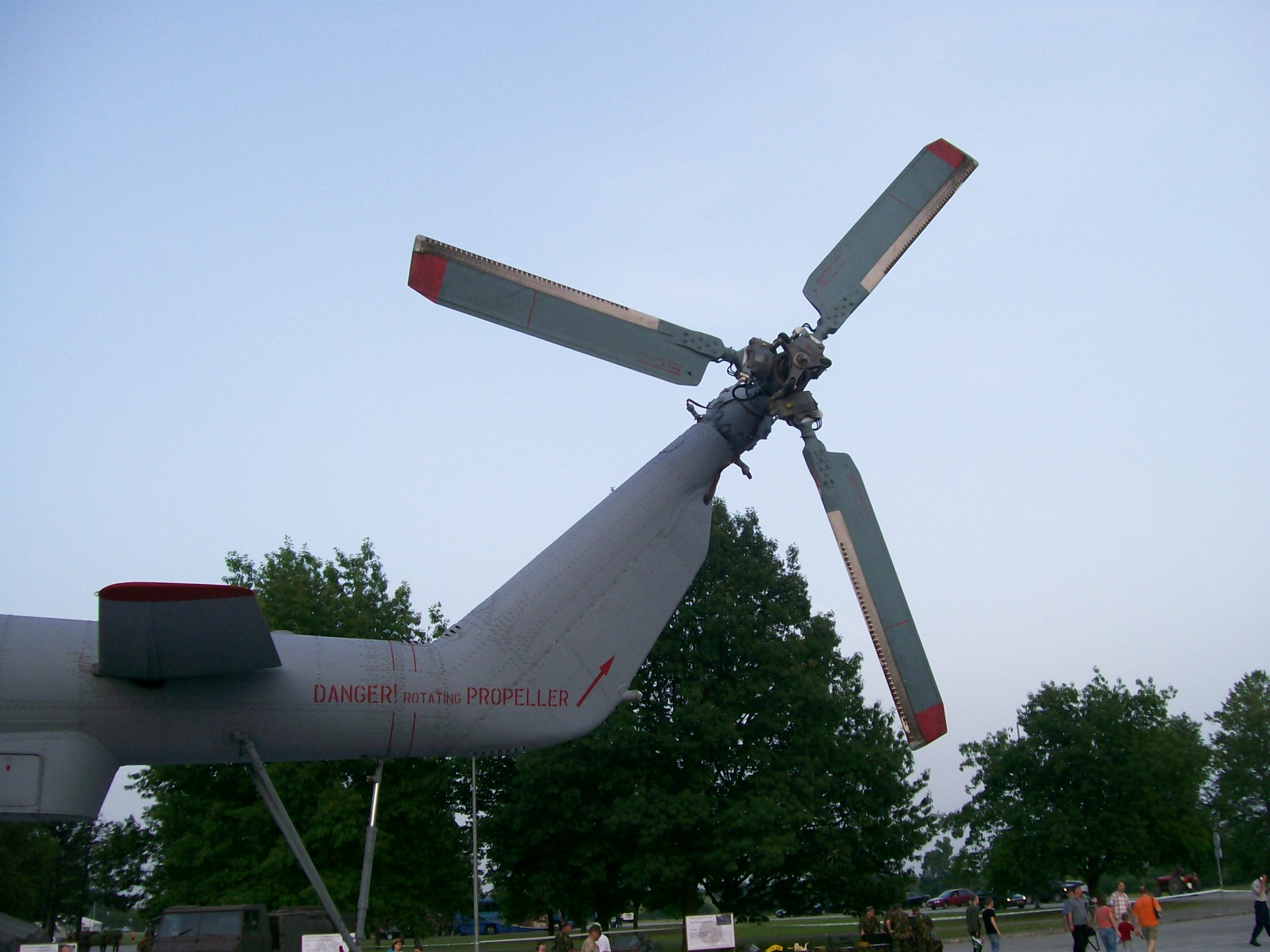
Рулевой винт вертолета Ми-17

Рулевой винт вертолёта — воздушный винт, предназначенный для компенсации реактивного момента и управления по курсу (рыскание). Вращающийся несущий винт стремится раскрутить фюзеляж вертолёта в обратном направлении — для устранения данного явления и предназначен установленный вертикально на хвостовой балке рулевой винт. Привод вращения рулевого винта осуществляется посредством карданных валов от редуктора несущего винта к редуктору рулевого винта, через промежуточный редуктор (если имеется); управление шагом винта осуществляется педалями в кабине лётчика.
Если рулевой винт выполнен в виде вентилятора, встроенного в вертикальное хвостовое оперение, то его называют фенестроном, а промежуточный редуктор и залом хвостовой балки не требуются, так как отпадает необходимость контролировать высоту винта относительно земли.
С точки зрения живучести, отказ рулевого винта или повреждение его трансмиссии часто приводят к неуправляемому падению вертолёта.

## Типы рулевые винты
- двухлопастные- общий горизонтальный шарнир (коромысло) с осью качания, не перпендикулярной оси лопастей;
- многолопастные- индивидуальное крепление лопастей на втулке посредством горизонтального и осевого шарниров;
- многолопастные- втулка на кардановом подвесе (шарнире);
- винты с вертикальными шарнирами (наименее употребляемые из-за проблем обеспечения безопасности от «земного резонанса» и конструктивного усложнения втулки).

На рулевые винты, как правило, действуют большие нагрузки- на ометаемую поверхность и относительно большие значения коэффициента заполнения (отношение площади лопастей к ометаемой винтом площади).

## Основные узлы рулевого винта
- лопасти винта
- втулка винта с кардановым подвесом
- механизм изменения шага

В зависимости от размеров вертолёта может иметь от 2 до 6 лопастей.
Управление шагом лопастей рулевого винта производится путём перемещения педалей в кабине пилота.